# Rodolfo Sánchez Taboada, Baja California
Rodolfo Sánchez Taboada är en ort i Mexiko.   Den ligger i kommunen Ensenada och delstaten Baja California, i den nordvästra delen av landet, 2 200 km nordväst om huvudstaden Mexico City. Rodolfo Sánchez Taboada ligger 34 meter över havet och antalet invånare är 17 861.
Terrängen runt Rodolfo Sánchez Taboada är varierad. Runt Rodolfo Sánchez Taboada är det glesbefolkat, med 8 invånare per kvadratkilometer. Närmaste större samhälle är Ensenada, 16,3 km norr om Rodolfo Sánchez Taboada. Omgivningarna runt Rodolfo Sánchez Taboada är i huvudsak ett öppet busklandskap.